# Type 59
Type 59 ist ein chinesischer Panzer aus den 1950er-Jahren, der im Wesentlichen auf der Technik des sowjetischen T-54 basiert.

## Geschichte
Der Type 59 markiert den Beginn der chinesischen Panzerproduktion. In Ermangelung einheimischer Technologie wurde im Basismodell des Panzers der sowjetische T-54 nachgebaut. Die Produktion begann 1958 noch mit sowjetischer Hilfe, einige Jahre später konnte der Panzer aus komplett einheimischen Bauteilen gefertigt werden. Nach knapp 30 Jahren wurde die Fertigung des Fahrzeugs 1985 eingestellt. Erstaunlich ist, dass mit einer nominellen Zahl von 6.000 Stück der Type 59 immer noch den Hauptteil der Panzer des Heeres der Volksbefreiungsarmee darstellt. Dies konnte nur durch ein aufwändiges Aufwertungsprogramm erreicht werden. So wurde die Basisversion, die weder über einen Kanonenstabilisator noch ein Nachtsichtgerät verfügt, ständig modernisiert. Die als Type 59 II bezeichnete derzeitige Hauptversion besitzt ein primitives Feuerleitsystem, Infrarotoptik, Laserentfernungsmesser und eine Kopie der britischen L7-105-mm-Kanone (die z. B. auch im Leopard 1 Einsatz fand). Ebenso wurde durch reaktive Panzerung versucht, den mangelnden Schutz des Musters auszugleichen. Im Laufe der Zeit wurde eine Vielzahl von taktischen Varianten, beispielsweise als Kommandofahrzeug, Bergepanzer oder Flammenwerferträger erprobt und gebaut. Des Weiteren wurden Versionen mit einer aus dem Westen inspirierten 120-mm-Glattrohrkanone und eine Exportversion mit einer einheimischen 125-mm-Kanone hergestellt. Trotz sämtlicher Kampfwertsteigerungen sind die Grenzen des Modells seit langem erreicht.
Das Aufhalten mehrerer Panzer vom Type 59 durch den Tank Man ist ein bekanntes Ereignis in der Geschichte mit diesem Panzertyp.

## Varianten

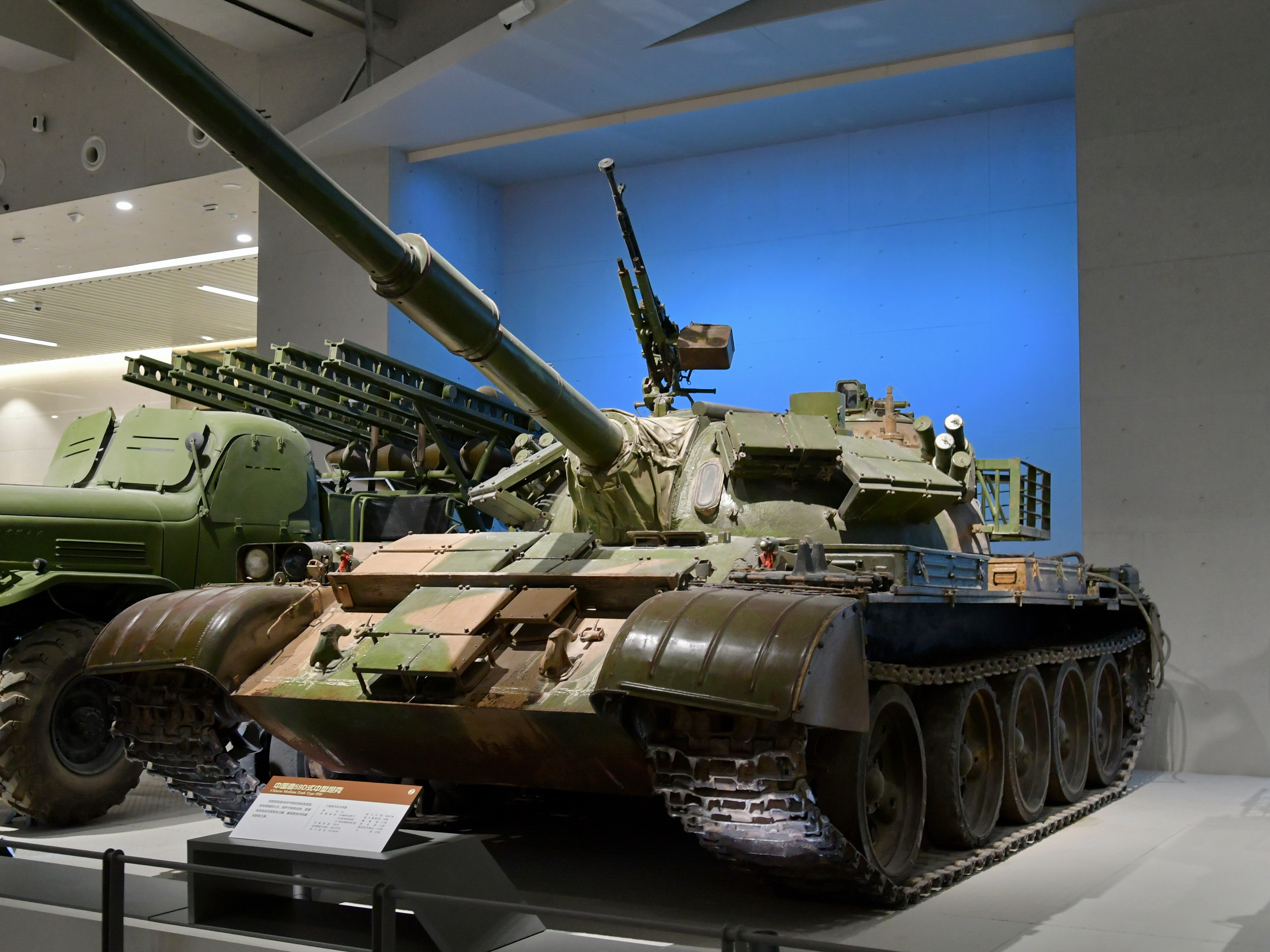
Type 59D

Type 59Die Basisversion, ein T-54-Nachbau, wurde 1957 in Produktion genommen.
Type 59-IVariante mit neuer 100-mm-Kanone, Laserentfernungsmesser, neuerem Feuerleitsystem.
Type 59 IIVariante mit neuer 105-mm-Kanone, Infrarotoptik, Laserentfernungsmesser, Reaktivpanzerung.
Type 59-IIAVariante mit einer Rohrschutzhülle für die 105-mm-Kanone und Verbundpanzerung
Einige Type-59-IIA verwenden unter der Bezeichnung BW120K eine 120-mm-Glattrohrkanone.
Type 59DDer Type 59D wurde in den 1990er-Jahren entworfen, um die veralteten Type-59-Panzer einem Modernisierungsprogramm zu unterziehen und sie mit neuen Aufwertungen weiter im Einsatz halten zu können.
Variante mit Reaktivpanzerung, verbessertem Motor, Nachtsicht, ABC-Schutz, neuer Feuerleitanlage, Laserentfernungsmesser, neuer 105-mm-Kanone. Diese Kanone kann sowohl „HEAT“-Munition, APFSDS-Wuchtgeschosse als auch Panzerabwehrlenkwaffen mit einer Reichweite von 5200 m verwenden.
Diese Variante wird sowohl in China als auch im Sudan von der staatlichen Rüstungsfirma Military Industry Corporation produziert.
Type 59PVariante für den Exportmarkt mit verschiedenen technischen Komponenten, die auch im Type 98 Verwendung gefunden haben.
Type 59GNeueste Variante des Type 59, bei der viele Merkmale des Type 96 Verwendung finden, so neue Nachtsichtfähigkeiten, ein überarbeitetes Feuerleitsystem, ein neuer Motor sowie eine 125-mm-Kanone, die „HEAT“-Munition, APFSDS und Panzerabwehrlenkwaffen abfeuern kann. Neben China verwenden die Streitkräfte von Tansania und die Streitkräfte Bangladeschs den Type 59G.

## Exportmarkt

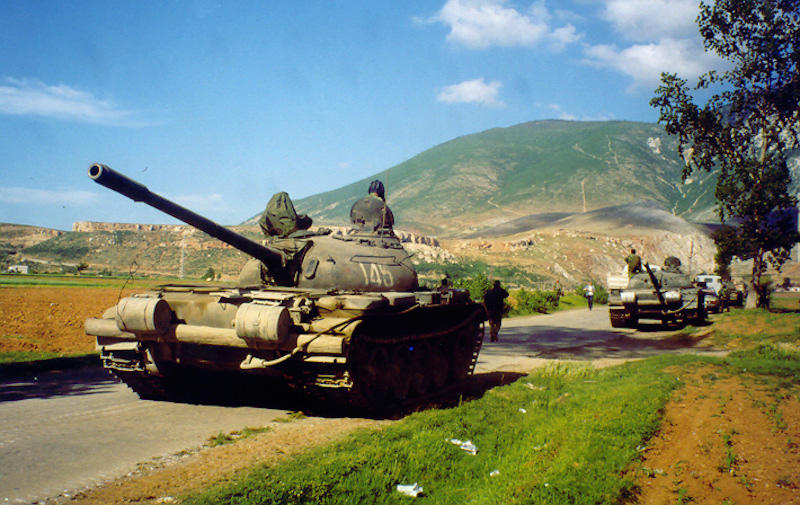
Type 59 des albanischen Heeres

Der Type 59 erwies sich trotz seiner technischen Überalterung auf dem internationalen Markt als erfolgreich, vor allem wegen preislicher Vorteile und einem nicht allzu hohen Wartungsaufwand. Hauptabnehmer waren Pakistan, Kambodscha, Vietnam und Nordkorea. In diesen Ländern ist der Panzer auch nach wie vor im Einsatz und wurde auch durch ähnliche Modernisierungsprogramme in seiner Leistung gesteigert. Allerdings wird er auch in diesen Ländern zunehmend durch neuere Importfahrzeuge bzw. Eigenentwicklungen (Pakistan) ersetzt. Neben diesen Hauptabnehmern fand er vor allem in afrikanischen Ländern Verbreitung und ist dort auch noch mit einem geringen Stückpreis eine Alternative für Staaten, die keine technische und finanzielle Basis für eine moderne Panzerwaffe besitzen.

## Modifikationen auf Basis des Type 59

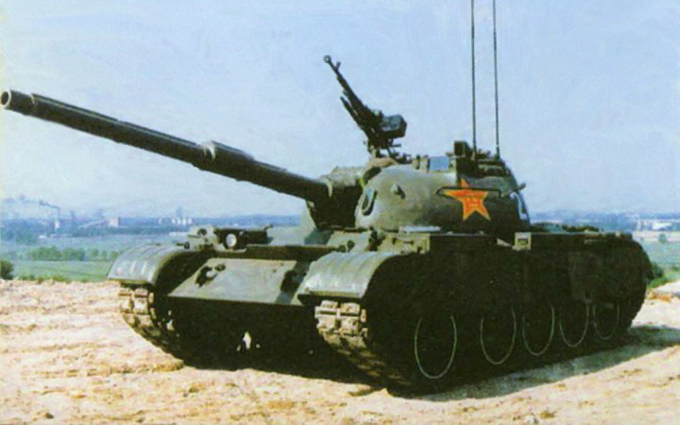
Type59-IIA / WZ 120B

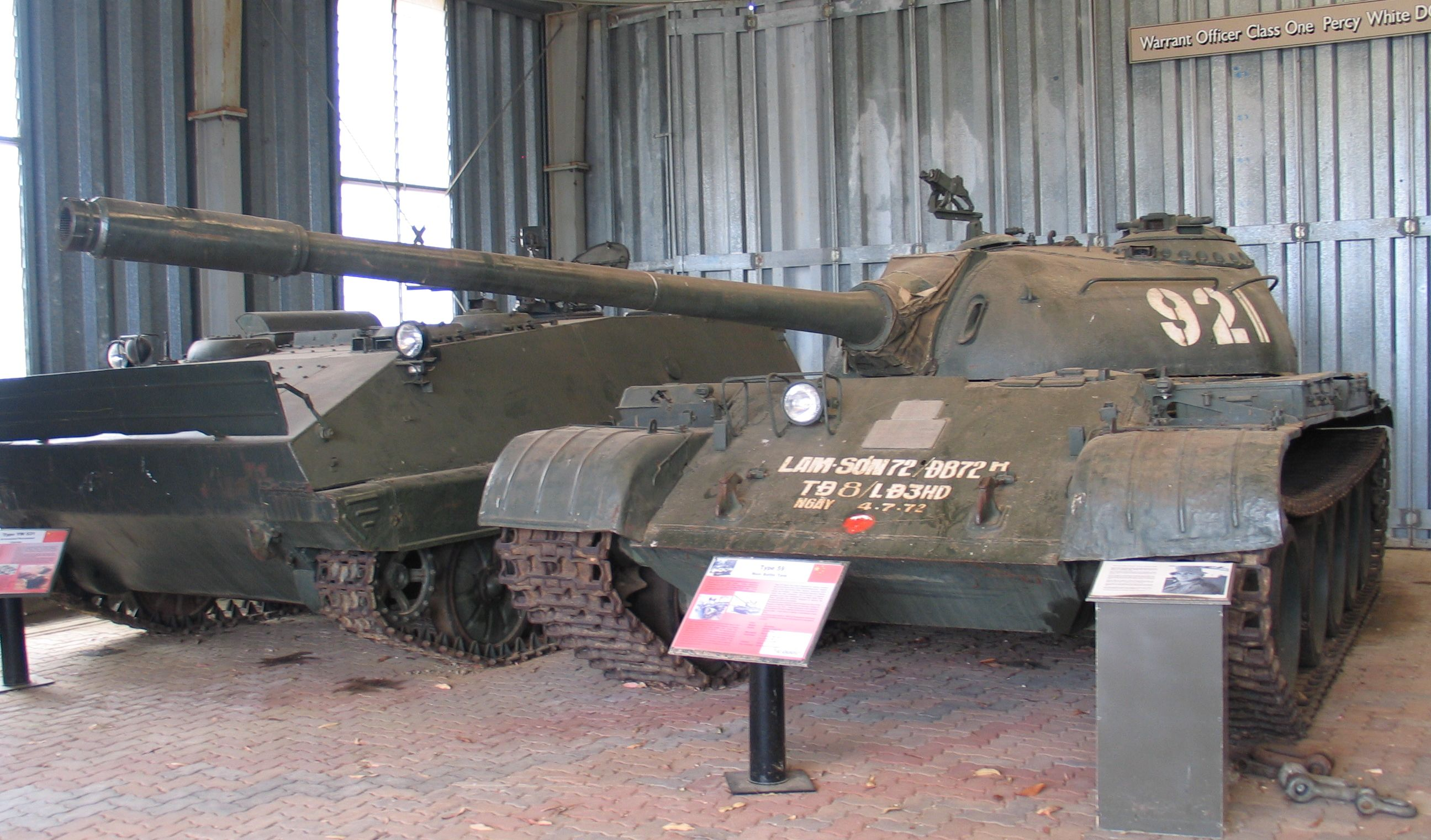
Type 59 tank in Royal Australian Armoured Corps Tank Museum, Puckapunyal, Australia.

- Iran – Der T-72z ist eine kampfwertgesteigerte Version des chinesischen Panzers Type 59 des iranischen Heeres. Wichtigste Änderungen sind eine 105-mm-Kanone M68, eine verbesserte Stabilisierung der Kanone, moderne Feuerleitanlage vom Typ EFCS-3, erneuerte Elektronik- und Hydrauliksysteme sowie ein neues Getriebe, das automatisches oder halbautomatisches Schalten erlaubt, außerdem wurde der Motor durch ein stärkeres Modell mit 780 PS ersetzt. Die Wanne und der Turm wurden frontal und seitlich mit einer Reaktivpanzerung verstärkt

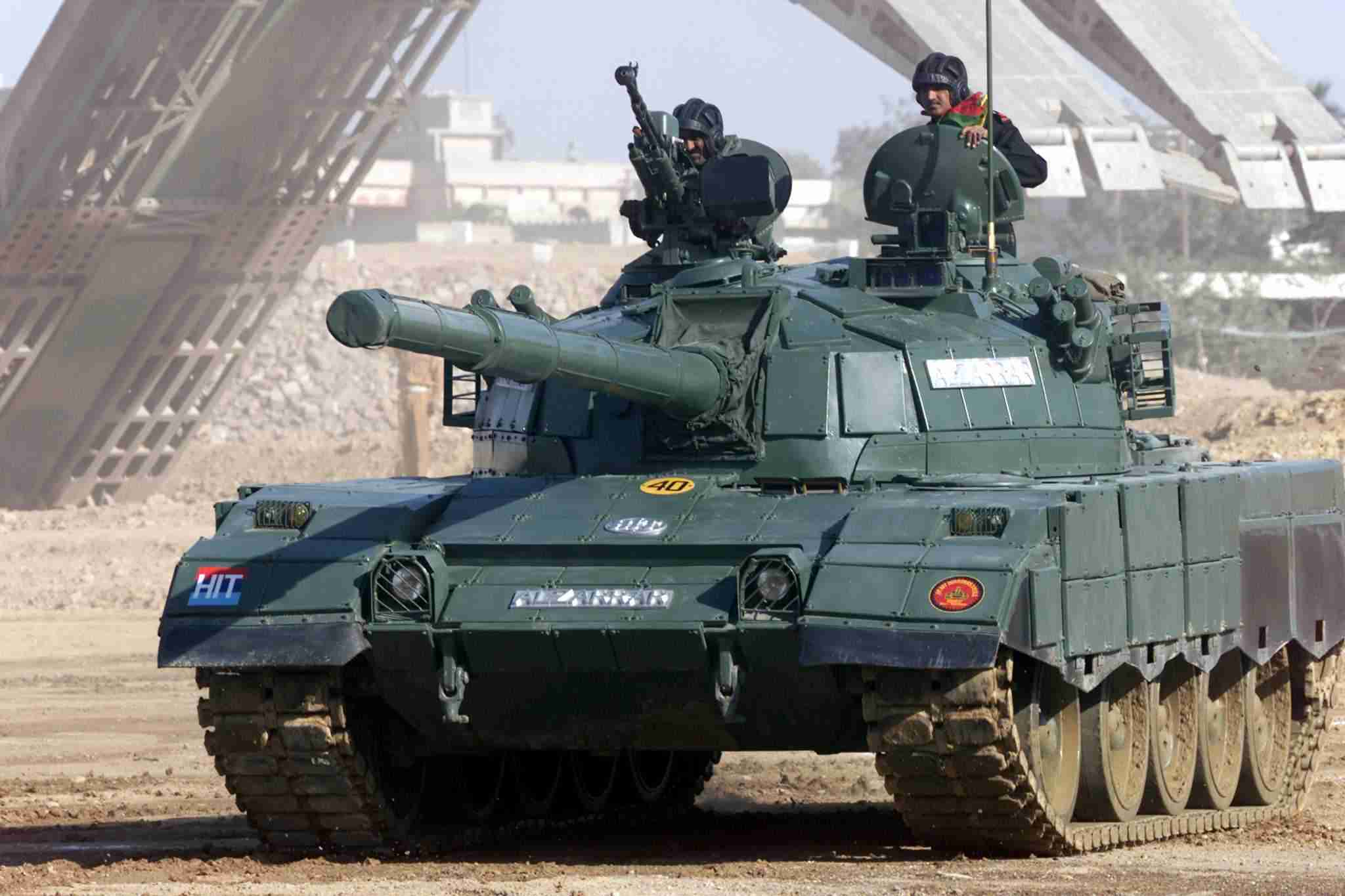
Al-Zarrar der pakistanischen Armee

- Pakistan – Der Al-Zarrar ist eine kampfwertgesteigerte Version des chinesischen Panzers Type 59 des pakistanischen Heeres. Wichtigste Änderungen sind eine 125-mm-Glattrohrkanone, verbesserte Getriebeübersetzung sowie eine verstärkte Panzerung in Form reaktiver Zusatzplatten und eines Minenschutzes am Unterboden des Fahrzeugs, jedoch gilt der Kampfpanzer heute schon als veraltet und stellt lediglich eine kostengünstige technische Notlösung dar.

| Einsatzstaaten               | Einheiten |
| ---------------------------- | --------- |
| Afghanistan                  | 100       |
| Albanien                     | 79        |
| Bangladesch                  | 80        |
| Kambodscha                   | 200       |
| Volksrepublik China          | 6000      |
| Republik Kongo               | 20        |
| Demokratische Republik Kongo | 16        |
| Iran                         | 220       |
| Nordkorea                    | 220       |
| Kosovo                       | 50        |
| Pakistan                     | 1200      |
| Sambia                       | 20        |
| Simbabwe                     | 22        |
| Sudan                        | 10        |
| Tansania                     | 30        |
| Thailand                     | 24        |
| Vietnam                      | 350       |
| Insgesamt                    | 9233      |